# Humboldt (kráter)

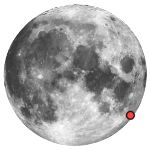
Poloha kráteru

Humboldt je velký měsíční impaktní kráter, který se nachází poblíž východního okraje Měsíce. V důsledku zakřivení povrchu Měsíce má při pohledu ze Země podlouhlý vzhled. Skutečný tvar kráteru je nepravidelný kruh se značným prohloubením podél jihovýchodního okraje, kde do něho zasahuje výrazný kráter Barnard. Na sever až severozápad od Humboldtu je velký kráter Hecataeus. Kráter Phillips protíná val k západnímu okraji. Okraj Humboldta je nízký, zerodovaný a nepravidelného tvaru. Střední vrchol tvoří pohoří na dně kráteru. Dno obsahuje síť brázd ve tvaru paprsků a soustředných oblouků. U valu na severozápadě a jihovýchodě jsou tmavé skvrny. Od severozápadního okraje kráteru vede řetízek kráterů do vzdálenosti téměř 200 km. Tato formace se jmenuje Catena Humboldt. Vzhledem k jeho poloze poblíž okraje měsíce bylo o tomto kráteru známo jen málo detailů, dokud nebyl vyfotografován kosmickou sondou (Lunar Orbiter 4).